# Seznam švedskih fizikov
Seznam švedskih fizikov.

## A
- Hannes Olof Gösta Alfvén (1908 – 1995)
- Anders Jonas Ångström (1814 – 1874)
- Knut Johan Ångström (1857 – 1910)
- Svante August Arrhenius (1859 – 1927)

## B
- Albert Victor Bäcklund (1845 – 1922)

## C
- Anders Celsius (1701 – 1744)

## D
- Nils Gustaf Dalén (1869 – 1937)

## E
- Bengt Edlén (1906 – 1993)
- Vagn Walfrid Ekman (1874 – 1954)

## F
- Christer Fuglesang (1957)

## H
- Stig Hagström (1932 – 2011)

## K
- Oskar Klein (1894 – 1977)

## M
- Lise Meitner (1878 – 1968)

## P
- Christopher Polhem (1661 – 1751)

## R
- Johannes Rydberg (1854 – 1919)

## S
- Kai Manne Börje Siegbahn (1918 – 2007)
- Karl Manne Georg Siegbahn (1886 – 1978)
- Rolf Maximilian Sievert (1896 – 1966)